# 阿马尔菲市立博物馆
阿马尔菲市立博物馆（Museo civico di Amalfi）是意大利萨莱诺省阿马尔菲的一个博物馆，位于市政厅广场城市宫的一楼。展示内容涉及阿马尔菲历史、旗帜、中世纪航海仪器、沉船、圣物以及画家多梅尼科·莫雷利的作品。
馆内设有由当地艺术家设计的圣安德肋主教座堂的原始草图。